# Taurovenator violantei
Taurovenator violantei es la única especie conocida del género extinto Taurovenator, un dinosaurio terópodo carcarodontosáurido que vivió a mediados del período Cretácico, hace aproximadamente entre 96 a 91 millones de años, desde el Cenomaniense a Turoniense, en lo que es hoy Sudamérica.

## Descripción
Gracias a la longitud de la sección de la órbita, de 12 centímetros, se puede ver que Taurovenator es un terópodo de tamaño mediano. El tamaño del cuerpo parece ser mucho menor que el de Giganotosaurus o Mapusaurus.
El cuerno de la región orbital es relativamente robusto pero diminuto y redondeado y claramente desconectado del borde. La rama descendente es corto, ancho y a través delgado, con una sección transversal triangular. La pared exterior de la rama es muy porosa, una señal de que es posible poner un viejo individuo. La pared interior lleva un saliente vertical, sorprendente. Desde el borde delantero de la rama luces de una gran protuberancia triangular en la parte delantera en la cuenca del ojo que sirve para apoyar el globo ocular desde abajo, un atributo derivado.

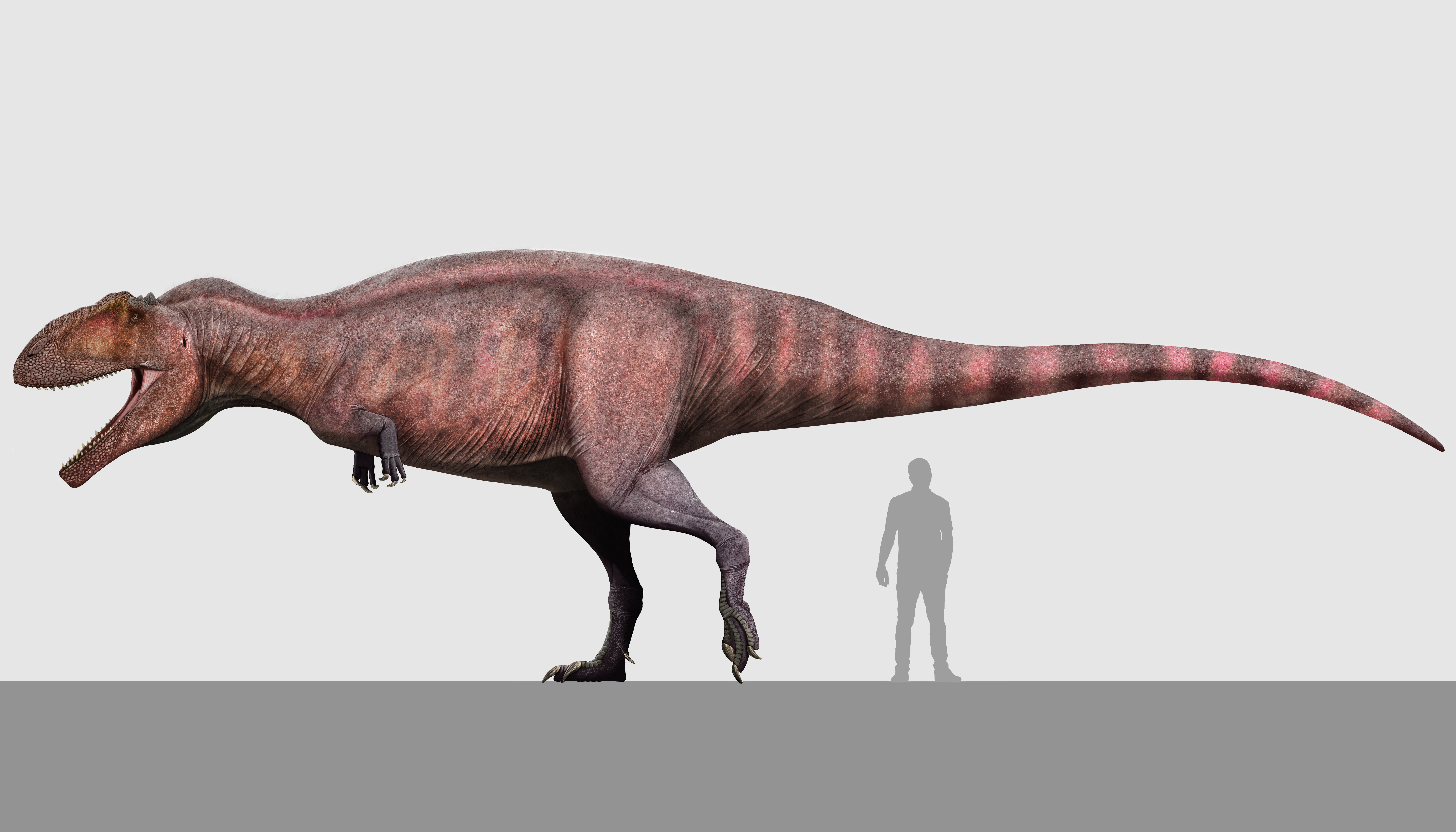
Representación en vida de Taurovenator comparado con una persona

El borde superior robusto y que sobresale de la cuenca del ojo tiene una sección transversal redonda. El postorbital se puso al frente del hueso lagrimal que bajo el hueso de la ceja del borde de la cuenca del ojo. El interior de la rama descendente pone a sí misma como una placa ósea continúa en un rebaje en el borde superior interior. Esa cavidad drena hacia fuera en una abertura en el hueso, que vio los descriptores como neumático, un acceso a una rama de un saco aéreo. La parte superior de la parte superior es muy rugosa y ornamentada, continuando en el auricular. Detrás de la bocina, de la rama posterior lisa, redondeada y corta. No hay ninguna señal de un palpebral por separado, ya que supone para Mapusaurus.

## Descubrimiento e investigación
Sus restos se encontraron en el Rancho Violante, en las orillas del lago Ezequiel Ramos Mexía en la provincia de Río Negro, Patagonia Argentina, una localidad paleontológica descubierta por el paleontólogo argentino Sebastián Apesteguía y de donde procede también el carnívoro Gualicho shinyae y restos indeterminados de otros Carcharodontosauridae, así como abelisauroides y Paraves. En esta se llevan a cabo excavaciones desde el año 1999 en el que se identificaron al menos ocho tipos de terópodos. Allí se encontró el holotipo de Taurovenator violantei, MPCA PV 802 se encuentra en una capa de la Formación Huincul que data del Cenomaniense al Turoniense. Se compone de una sección orbital derecha. Además de esto, no se han asignado ningún otro fósil de este dinosaurio. El fósil es parte de la colección de paleontología de vertebrados del Museo Provincial "Carlos Ameghino".
En 2016, la especie tipo Taurovenator violantei fue nombrada y descrita por Matías J. Motta, Alexis M. Aranciaga Rolando, Sebastián Rozadilla Federico E. Agnolin Nicolás R. Chimento, Federico Brisson Egli y Emilio Fernando Novas. El nombre del género es una combinación del latín taurus, "toro" y venator, "cazador", y se refiere a un cuerno distintivo detrás de la cuenca del ojo. El nombre de la especie hace honor al dueño del rancho, Enzo Violante.

## Clasificación
Taurovenator fue clasificado entre los carcarodontosáuridos. Esto no se basa en un análisis cladístico preciso. Una posición secundaria dentro del grupo es sugerido por el proceso intraorbital, el borde superior en voladizo, el corto rama descendente y un ángulo agudo entre la rama y el borde superior. Se ha sugerido que Taurovenator es sinónimo de Mapusaurus.